# 마사의 부엌
《마사의 부엌》(Bella Martha, Mostly Martha)은 독일에서 제작된 산드라 네텔벡 감독의 2001년 드라마 영화이다. 마르티나 게덱 등이 주연으로 출연하였고 칼 바움가트너 등이 제작에 참여하였다.

## 출연

### 주연
- 마르티나 게덱
- 세르지오 카스텔리토

### 조연
- 막심 포에스트
- 어거스트 지너
- 시빌레 카노니카
- 카티아 스투트
- 안토니오 완넥
- 이딜 우너
- 율리히 톰센
- 올리버 브루미스
- 디에고 리본

## 기타
- 공동제작: 카를로 디글리 에스포스티
- 공동제작: 마르셀 호엔
- 공동제작: 라이너 콜멜
- 공동제작: 울리히 림메르
- 공동제작: 하인즈 스터삭
- 공동제작: 마이클 시버
- 미술: 토마스 프류덴탈
- 세트: 시그리드 슈로더
- 의상: 베티나 헬미
- 배역: 헤타 맨체프